# Будинок концертного залу «Уніон»
Будинок концертного залу УНІОН, також Комплекс будівель Товариства взаємної допомоги прикажчиків-євреїв з клубом Товариства «Уніон» — пам'ятка історії архітектури та містобудування, розташована в місті Одеса за адресою вулиця Троїцька, будинки 43 і 43а, 43б. Архітектори Ф. А. Троупянський, А. Р. Рейхенберг. 
Уніон трансформувався протягом свого існування. Сьогодні в будівлі знаходиться культурний центр UNION.

## Історія
1899 року голова Товариства взаємної допомоги прикажчів-євреїв Давид Тарнополь ухвалив рішення про будівництво для організації більш місткої будівлі. Того ж року було придбано велику ділянку землі на розі вулиці Троїцької, будинок № 43 і Олександрівського проспекту, будинок 25. 
Проєкт передбачав зведення будівлі з приміщеннями для аудиторій, бібліотеки, читальні та концертного залу.
8 вересня 1902 року відбулося урочисте освячення будинку і величного залу «Уніон», за адресою вулиця Троїцька, № 43. 
Вартість будівництва склала колосальну на той час суму в 222173, 134 руб., а вартість внутрішнього обладнання будівлі — 9267,97 руб.
Архітектори
Архітекторами стали  Ф.А. Троупянський та Рейхенберг А.Р.
Ф.А. Троупянський (1874-1949) народився в Одесі в родині міщанина. У 25 років він закінчив Академію мистецтв. Тоді ж почалася його практична діяльність в Одесі. Величезний вплив на молодого архітектора справила співпраця з провідними майстрами початку XX століття — Ю.М. Дмитренком і В.А. Домбровським. Він, зокрема, взяв участь у проєктуванні та будівництві житлових будинків по вул. Рішельєвській, 12 (1899), Маразліївській, 4 (1899) і готелю «Лондонська» на Приморському бульварі (1899). Остання —  одна з найвідоміших будівель Ю.М. Дмитренка —  багато в чому послугувала прототипом під час вирішення виконаного в стилістиці флорентійського відродження декоративного оздоблення фасаду та інтер'єрів концертного залу «Уніон» (клуб залізничників).
Пам’ятка архітектури та історії місцевого значення
Будівля є пам'яткою № 38-Од архітектури та містобудування місцевого значення під назвою «Концертна зала «Уніон», Товариство взаємної допомоги прикажчиків-євреїв» (роки споруди: 1901-1902, арх. Троупянський Ф. О.) і пам'яткою історії місцевого значення. 

## Діяльність Уніон
КОНЦЕРТНО-ВИСТАВКОВА діяльність залу УНІОН
- 14 січня 1903 року — протитуберкульозна виставка в Одесі (організатор д-р Ф.М. Блюменталь)
- 12 жовтня 1904 року — концерт піаніста Емілія Зауера
- 31 березня 1905 року — камерний концерт у виконанні А.В. Тарасевич, акомпанує А.А. Істомін
- 11 березня 1908 року — світський концерт хору Київського Володимирського собору п/у М.А. Надеждинского
- 22 листопада 1909 року — концерт Одеського відділення ІРМО на честь 35-річчя педаг. діяльності Д.Д. Климова (колишнього директора музичного училища)
- 16 грудня 1909 року — концерт органіста А.Гольце за участю співака Скокана і віолончеліста Е. Брамбілла

- 28 листопада 1910 року — вечір пісні Кара-Ушанової, акомпанує О.А.Тарасова
- 4 грудня 1910 року — концерт піаніста Готфріда Гальстона
- 26 грудня 1910 року — концерт єврейських народних пісень в обробці Ю.Д. Енгеля.
- 15 січня 1911 року — концерт місцевого відділення ІРМО
- 8 жовтня 1911 року — концерт композитора і піаніста О.М. Скрябіна.
- 20 грудня 1912 року — камерні збори Одеського відділення ІРМО за участю піаніста В. І. Сафонова і віолончеліста Є. Я. Білоусова
- 19 квітня 1913 року — лекція Віри Інбер
- 8 грудня 1913 року — тріо для ф-но, скр і влч. П.І. Чайковський. Виконання: В.І. Сафонов (ф-но), І.В. Сафонов (скр.) і Є.Я. Білоусов (влч.)
- 7 і 12 лютого 1914 року — поет Ігор Северянін
- 19 березня 1925 — на літературному вечорі виступали поети Свєтлов М.А. і Голодний М.С., письменник Югов А. М.

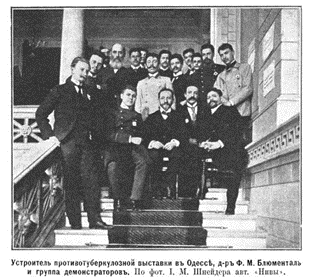
протитуберкульозна виставка в Одесі (організатор д-р Ф.М. Блюменталь)

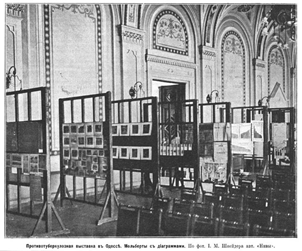
виставка

З опису залу в путівнику по Одесі за 1914 рік:
Розділ Зали і клуби
«Уніон», на розі Олександрівського проспекту і Троїцької вул., хоча поступається за пишністю першому [порівн. із залом Нової біржі, суч. філармонія], та все ж чудовий, величезний зал, особливо придатний для концертів, завдячуючи видатним акустичним умовам. Крім концертів тут влаштовують також усілякі вечори, бали, лекції та інше.

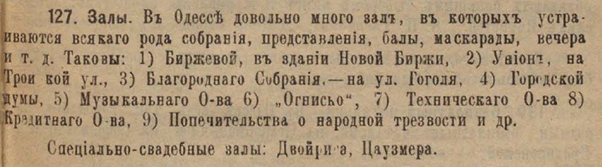
Фрагмент з популярного путівника містом І. Авдєєнка «Одесский Чичероне»

Фрагмент з популярного путівника містом І. Авдєєнка «Одеський Чичероне» у 1911 році також ставить зал «Уніон» на друге місце із загального тематичного переліку.
До  Другої світової війни
УНІОН зазначається в переліку культурно-освітніх установ, як Зала в Будинку єврейської культури.
Після Другої світової війни

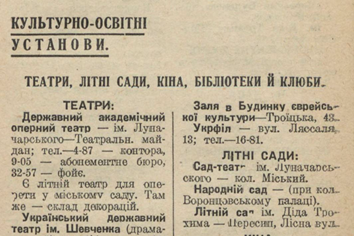
фрагмент з газезити, до Другої світової війни

Після другої світової війни УНІОН стає Палацом культури залізничників.
Початок 1950-х років: капітальний ремонт.
За даними газети від 29 жовтня 1952 року: “Завершується капітальний ремонт Палацу культури залізничників. Глядацький зал обладнано зручними новими меблями, фоє —  зручними диванами та кріслами. У вестибюлі встановлюються стенди. Учасники гуртків художньої самодіяльності Палацу готують до жовтневих свят великий концерт. Вони також виступлять перед залізничниками станції Одеса-Порт, Одеса-Сортувальна, на Заставі.”
За даними газети від 15 листопада 1953 року
“Після капітального ремонту знову відкрився Одеський Палац культури залізничників. Його глядацька зала та верхнє фоє, де були виконані складні ліпні роботи, виглядають особливо гарно.
Заново обладнана сцена, одягнена в сірий та коричневий плюш.  В глядацькому залі встановлено 600 нових зручних крісел. Поповнено освітлення; найближчим часом у залі будуть встановлені чотири великі люстри денного світла

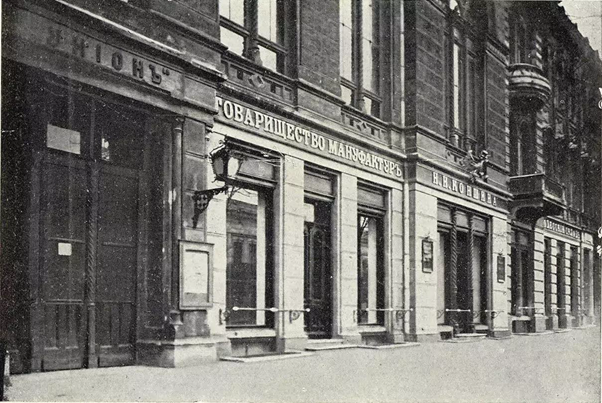
мануфактурний магазин товариства мануфактур Н. Н. Коншина із Серпухова

Після побудови залу «Уніон» у торговому приміщенні першого поверху праворуч від входу розмістився мануфактурний магазин товариства мануфактур Н. Н. Коншина із Серпухова.
2020 ті
У 2020 році розроблено концепцію створення музею та  міжнародного культурного центру, у 2021 почались роботи по відновленню будівлі. Під час повномасштабного вторгнення росії в Україну, відновлювальні роботи продовжилися. Відновлено велику залу, фасад та дворик, зали та кімнати всередині будівлі. 
UNION стає міжкультурним подієвим центром, який поєднує музей, галереї, конференц-зали, лекторій, експо-простір та великий івент-хол. 
Мета центру — пізнання різноманіття культур і закріплення взаємодії між людьми задля єднання та підтримки миру. 
UNION має 3 поверхи подієвого простору, підземні галереї, сад. На стінах всіх трьох поверхів та підземних приміщень представлені картини сучасних художників. 